# Bufleben

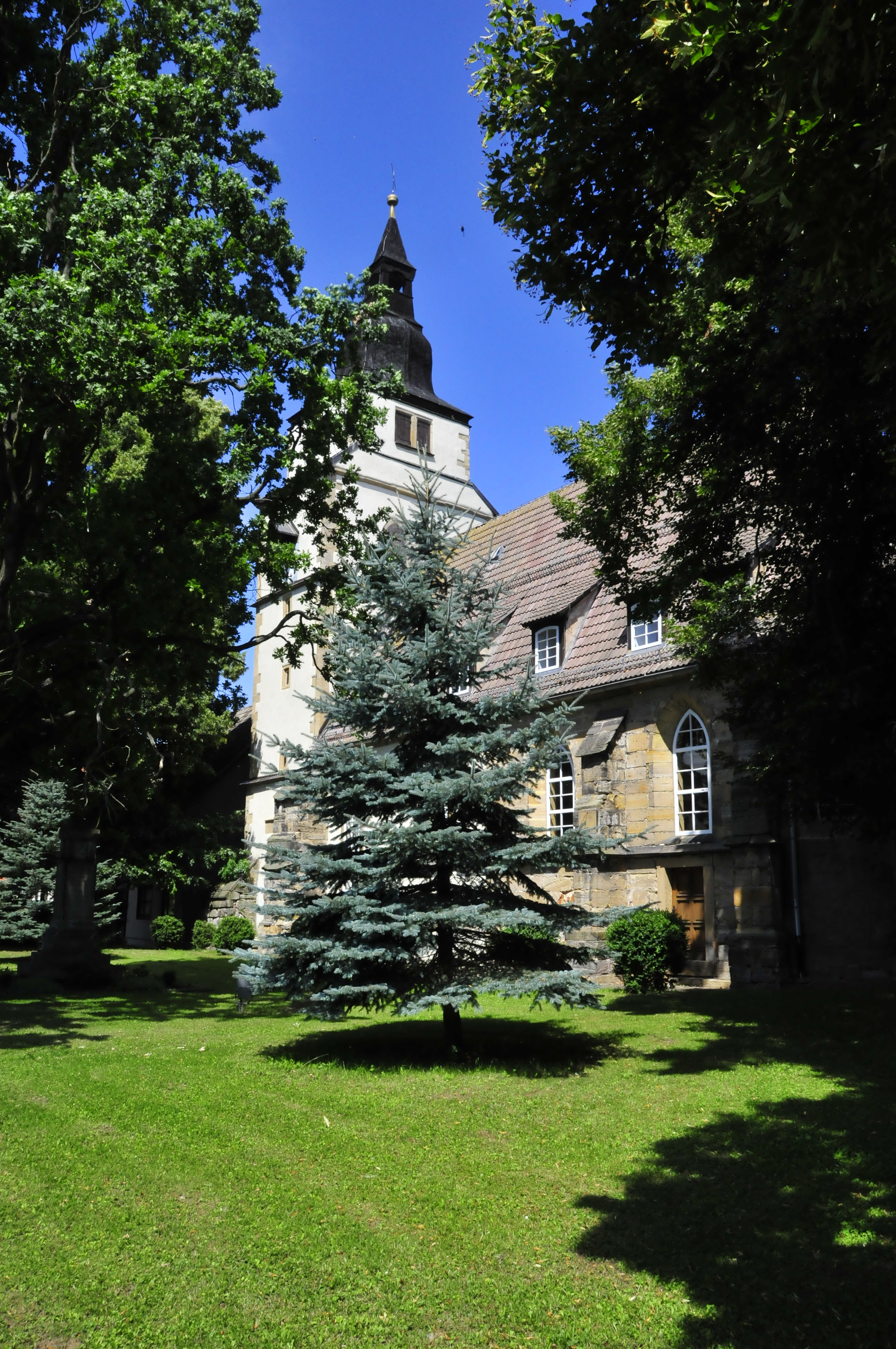
St.-Cyriakus-Kirche

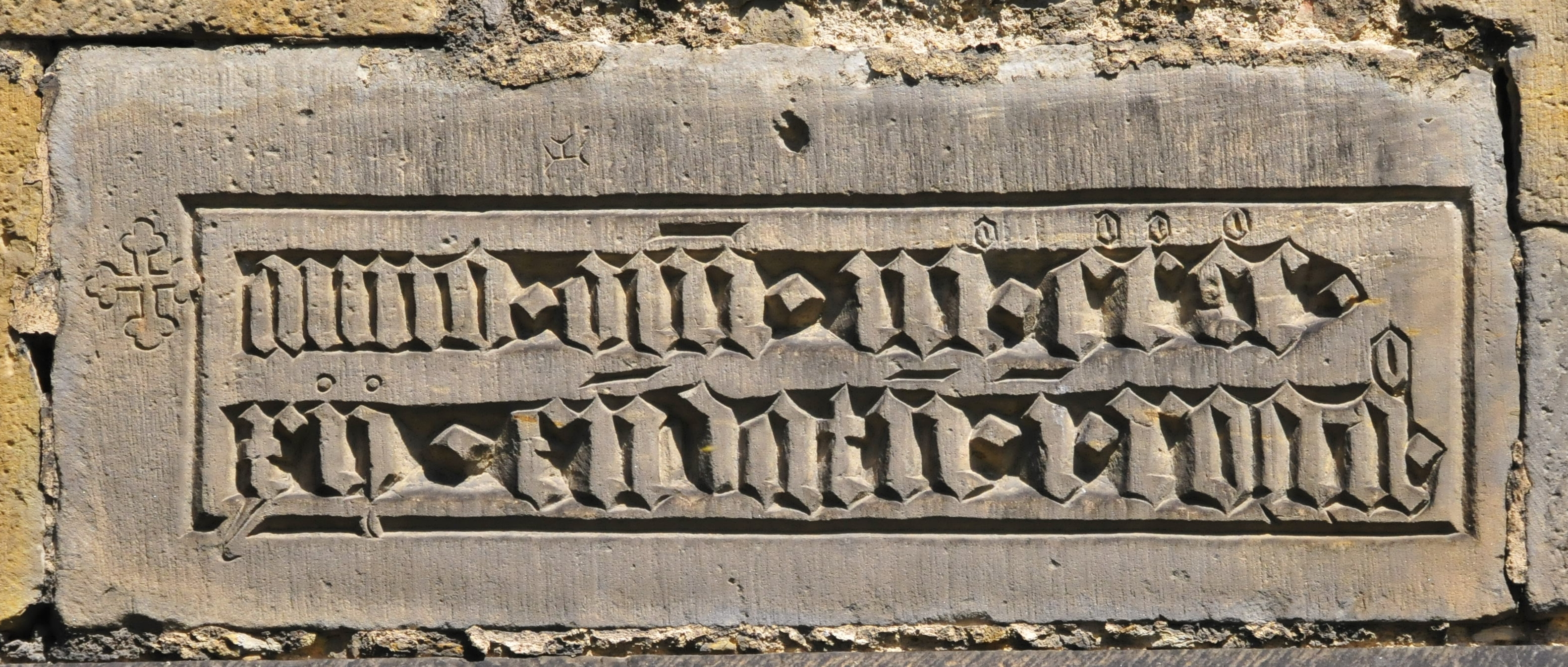
Reliefstein an der Kirche mit Erbauungsjahr

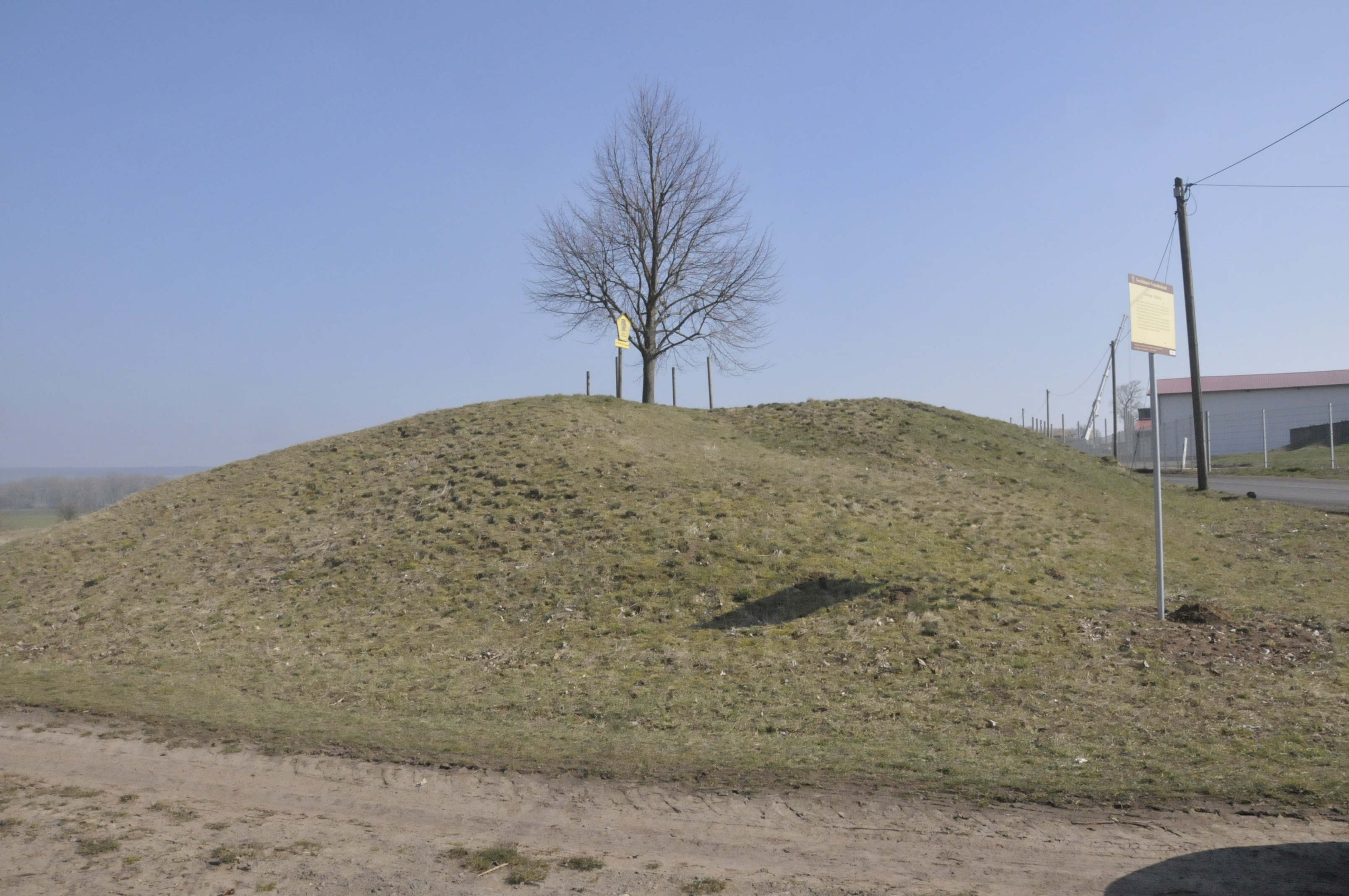
Bronzezeitlicher Grabhügel

Bufleben ist ein Ortsteil der Landgemeinde Nessetal im thüringischen Landkreis Gotha.

## Geografie
Bufleben liegt sechs Kilometer nordöstlich von Gotha im Nessetal.

## Geschichte
In einer Schenkungsurkunde vom 18. Mai 874 wird Bufileba nebst anderen 116 Orten in Thüringen als dem Stift Fulda zehntpflichtig erwähnt. Erzbischof Liubert zu Mainz als auch der Abt Sigehard zu Fulda machten das Recht der Zehnterhebung für sich geltend. Den Streit darüber entschied König Ludwig der Deutsche (840–876) am Hofe zu Ingelheim zu Gunsten der Abtei Fulda. Der Ortsteil Pfullendorf wurde 1166, der Ortsteil Hausen wurde 1123 erstmals erwähnt. Im Jahr 1524 fand der „Bufleber Bierkrieg“ statt, als sich die Buflebener gegen das herzogliche Verbot des eigenen Bierbrauens auflehnten. Der Ort gehörte bereits 1421 zum Amt Gotha, das seit 1640 zum Herzogtum Sachsen-Gotha, seit 1672 zum Herzogtum Sachsen-Gotha-Altenburg und seit 1826 zum Herzogtum Sachsen-Coburg und Gotha gehörte. Die Eröffnung der Saline in Bufleben 1828 führte zu wirtschaftlichem Aufschwung. 1936 wurde die Saline stillgelegt. 1974 fand die Eingemeindung Hausens und Pfullendorfs nach Bufleben statt.
Am 1. Januar 2019 wurden die zuvor selbständigen Gemeinden Bufleben, Ballstädt, Brüheim, Friedrichswerth, Goldbach, Haina, Hochheim, Remstädt, Wangenheim, Warza und Westhausen zur Landgemeinde Nessetal zusammengeschlossen. Bufleben war Mitglied der Verwaltungsgemeinschaft Mittleres Nessetal. Zur Gemeinde Bufleben gehörten die Ortsteile Bufleben, Hausen und Pfullendorf.

## Religion
Hausen, Bufleben und Pfullendorf sind evangelische Kirchdörfer. Seit 1912 werden die Pfarrstellen Hausen, Pfullendorf und Bufleben gemeinsam von Bufleben aus verwaltet.

## Verkehr
Die Nessetalbahn von Bufleben über Friedrichswerth nach Großenbehringen war eine eingleisige Nebenbahn, die von der Bahnstrecke Gotha–Leinefelde abzweigte. Sie wurde am 28. September 1995 für den Personenverkehr stillgelegt. Noch heute besitzt der Haltepunkt Bufleben, welcher ca. 2 km außerhalb des Ortes liegt, einen Anschluss an den RB53. Diese fährt abwechselnd stündlich nach Gotha oder Bad Langensalza.
Die Nessetal-Radweg führt durch Bufleben aus Richtung Molschleben bzw. Erfurt kommenden und verläuft weiter nach Warza bzw. Eisenach.

## Sehenswürdigkeiten

### Kirchen
- St.-Cyriakus-Kirche in Bufleben, laut einer Inschrift an der Kirche erbaut 1412.
- Kirche St. Bonifatius im Ortsteil Pfullendorf
- Dorfkirche im Ortsteil Hausen

### Weitere Denkmale
- Am nördlichen Ortsrand befindet sich ein Grabhügel, „Mühlhög“ genannt, mit einem Durchmesser von 24 m und einer Höhe von 3,50 m. Sein Name vermittelt einen falschen Eindruck: Es hat auf ihm wohl nie eine Mühle gestanden. Größe und Lage des Hügels lassen vermuten, dass er in der Bronzezeit (etwa 2.000–1.000 v. Chr.) aufgeschüttet wurde. Auf der Kuppe steht eine Linde in einer Delle, die auf einen Ausgrabungsversuch hinweist. Archäologen versuchten im 18./19. Jahrhundert durch einen Schacht in das Innere des Grabhügels zu gelangen, weil sie dort eine Grabkammer mit wertvollen Grabbeigaben vermuteten. In der Nähe des Hügels wurde eine Lanzenspitze gefunden[3]
- In der flachen Nesseaue zwischen Bufleben und Hausen steht eine Bockwindmühle. (Siehe Liste der Windmühlen in Thüringen)
- Siehe auch: Liste der Kulturdenkmale in Nessetal

## Persönlichkeiten
- Cyriacus Schneegaß (1546–1597), evangelischer Pfarrer und Kirchenlieddichter.
- Johann Karl Immanuel Buddeus (1780–1844), Staatswissenschaftler.